# Râul Copăceanca
Copăceanca (Recea) este un râu din Republica Moldova, afluent de drepata al râului Răut. Izvorăște la altitudinea de 14 m în apropiere de satul Vasileuți, Rîșcani.

## Descriere
Curge spre sud-est și în amonte de Bălți debușează în Răut. Ihtiofauna râului Copăceanca este săracă, include în componența sa 5 specii de pești (porcușor, caras, murgoi bălțat, biban, moacă de brădiș), unde predomină murgoiul bălțat. 

## Afluenți
Armanca, Șerpăria, Adânca, Poiana, Bulhacul, Cășăria, Lata etc.